# Saison 1858
Saison 1858 is een Belgisch bier van hoge gisting.
Het bier wordt gebrouwen in Brouwerij du Bocq te Purnode. 
Het is een blond bier, type saison met een alcoholpercentage van 6,4%. Het bier is fruitig (citrus) en hoppig (en duidelijk koriander) met een behoorlijke bitterheid en fruitige afdronk.

## Prijzen
- World Beer Awards 2013 – gouden medaille in de categorie World’s Best Bière de Garde/Saison
- Australian International Beer Awards 2013 – gouden medaille in de categorie Saison